# Național-anarhism

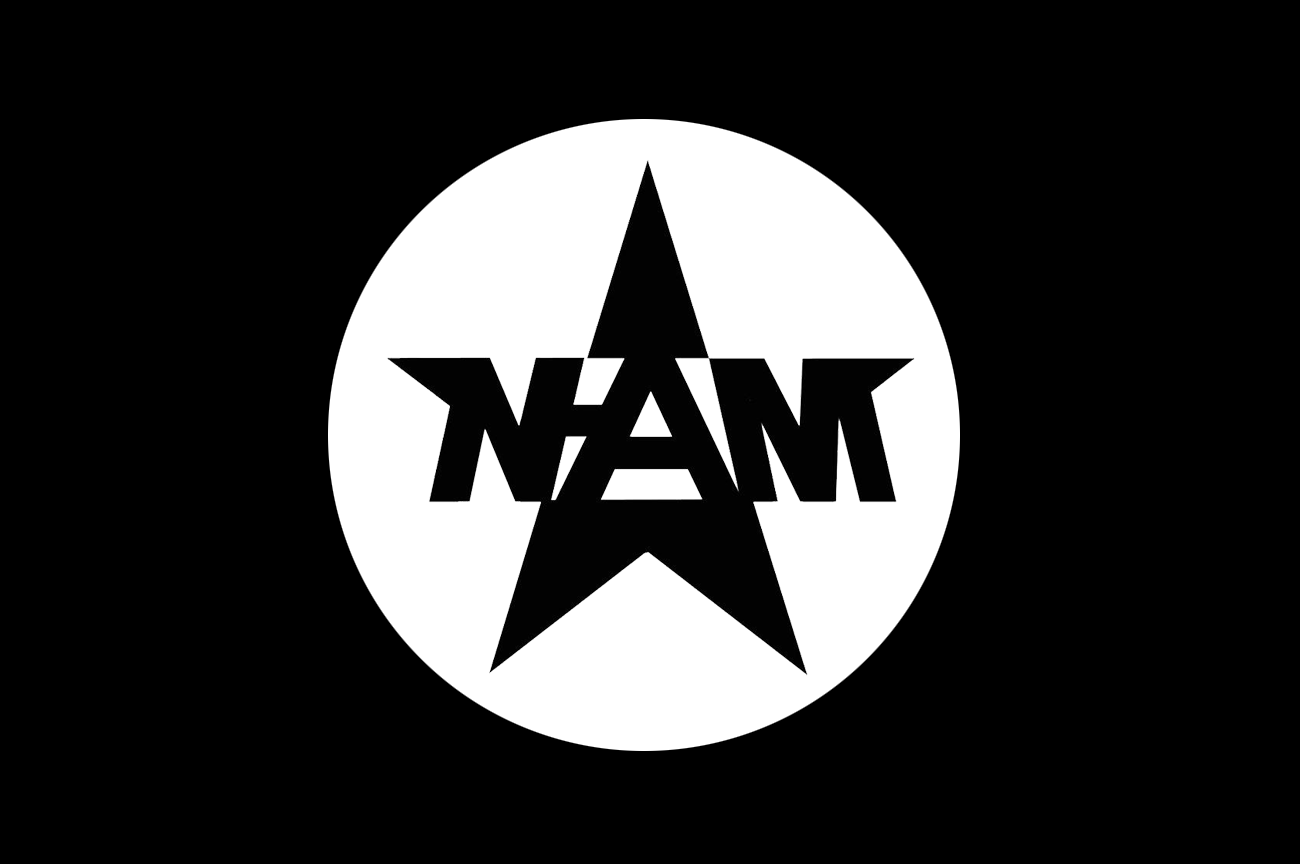
Steagul negru cu simbolurile tradițional anarhiste este steagul oficial al mișcării Național-Anarhiste

Național-anarhismul (abreviat NAM) este o mișcare radicală anti-capitalistă, anti-marxistă, anti-statală, de extremă dreaptă, care pune accentul pe tribalismul etnic. Național-anarhiștii încearcă să stabilească sate autonome pentru comunitățile neo-völkisch și alte forme de noi triburi, care s-au separat de economia statului și nu se supun sistemului juridic statal.
Națiunea ,  ca noțiune promovată de mișcare, este comunitatea spirituală și biologică fundamentală. Scopul fiecărui individ este pentru a asigura fericirea și prosperitatea pentru toți membrii națiunii.
Termenul de „Național-anarhism” datează din anii 1920. Acesta, a a fost redefinit și popularizat începând cu anii 1990 de către autorul britanic Troy Southgate. care a promovat o sinteză a ideilor de la Mișcarea Revoluționar Conservatoare, școala tradiționalistă, A Treia Poziție, Nouvelle Droite, și alte școli de gândire anarhistă. Național-anarhiștii, prin urmare, susțin că dețin o poziție politică sincretică sau metapolitică, care este „dincolo de stânga și dreapta”, deoarece spectrul politic convențional stânga-dreapta este depășit și trebuie să fie înlocuit cu o paradigmă centralist-decentralistă. 
Savanții care au studiat Național anarhismul contracarează ideea că mișcarea reprezintă o evoluție în continuare a gândirii radicale de dreapta, mai degrabă este o dimensiune cu totul nouă. Național anarhismul a fost etichetat sceptic, trezind ostilitate în tabăra stângă și critică în cea dreaptă. Prima acuză național anarhiștii de preluarea unei critici anarhiste post-stânga cu privire la problemele cu care lumea modernă se confruntă pentru a oferi separatismul etnic și rasial ca soluție, în timp ce a doua susține că ei folosesc un „chic” militant numindu-se anarhiști, fără un bagaj istoric și fără o filozofie.

## Critica
Anarhismul național are critici atât la stânga cât și la dreapta spectrului politic, deoarece ambii se uită la politica lor cu scepticism, dacă nu chiar ostilitate în parte, pentru că consideră dificilă consolidarea anarhismului național în spectrul tradițional din stânga-dreapta.
Unii critici de dreapta susțin că neo-naziștii care se alătură Mișcării Național-Anarhiste vor duce la pierderea recunoașterii succeselor luptei lor antisionioniste, dacă aceasta este cooptă de anarhiștii de stânga. Ei mai susțin că anarhiștii naționali doresc chicul militant de a se numi anarhiști fără bagajul istoric și filozofic care însoțește o astfel de revendicare, și anume legătura cu anarhiștii evrei din secolul al XIX-lea